# 北溪氣站
北溪氣站（：／ Pukkyeki yŏk */?）曾为朝鲜铁路白茂线上的一个车站，位于兩江道白岩郡，废止时间不明。